# Pterophorus
Pterophorus es un género de lepidópteros de la familia Pterophoridae. Se encuentran en Europa.

## Especies
- Pterophorus africanus Ustjuzhanin & Kovtunovich, 2010
- Pterophorus albidus (Zeller, 1852)
- Pterophorus aliubasignum Gielis, 2000
- Pterophorus ashanti Arenberger, 1995
- Pterophorus bacteriopa
- Pterophorus baliolus
- Pterophorus candidalis
- Pterophorus ceraunia
- Pterophorus chosokeialis
- Pterophorus cleronoma
- Pterophorus dallastai
- Pterophorus denticulata
- Pterophorus ebbei
- Pterophorus elaeopa
- Pterophorus erratus
- Pterophorus flavus
- Pterophorus furcatalis
- Pterophorus innotatalis
- Pterophorus ischnodactyla
- Pterophorus kuningus
- Pterophorus lacteipennis
- Pterophorus lamottei
- Pterophorus lampra
- Pterophorus legrandi
- Pterophorus leucadactylus
- Pterophorus lieftincki
- Pterophorus lindneri
- Pterophorus massai
- Pterophorus melanopoda
- Pterophorus monospilalis
- Pterophorus nigropunctatus
- Pterophorus niveodactyla
- Pterophorus niveus
- Pterophorus pentadactyla  (Linnaeus, 1758)
- Pterophorus rhyparias
- Pterophorus spissa
- Pterophorus tinsuki
- Pterophorus uzungwe
- Pterophorus virgo
- Pterophorus volgensis (Moschler, 1862), 1862
- Pterophorus wahlbergi